# Jean-Claude Guiguet
Pour les articles homonymes, voir Guiguet.
Jean-Claude Guiguet est un réalisateur français, né le 22 octobre 1939 à Corbelin et mort le 16 septembre 2005 à Aubenas.

## Biographie
Sa passion pour le cinéma est née avec la vision, à quinze ans, du film de Luchino Visconti Les Nuits blanches  et, un peu plus tard, grâce à sa rencontre avec Henri Agel, ainsi qu'en fréquentant les « mardis » animés par Jean-Louis Chéray au Studio Parnasse. 
Il travaille comme critique pour la Revue du cinéma, HAD (Hier Aujourd'hui et Demain), La Nouvelle Revue française  et Études. Il est assistant de Paul Vecchiali sur Change pas de main (1975). Il s'occupe des décors et des costumes des films de Jean-Claude Biette, Le Théâtre des matières (1977) et Loin de Manhattan (1982).
En 1979, il écrit et dirige Les Belles Manières, en 1983, la partie intitulée La Visiteuse dans le film à sketches L'Archipel des amours, en 1986, Faubourg Saint-Martin (avec notamment Françoise Fabian et Patachou), en 1992, Le Mirage, et en 1999, Les Passagers.
Il réalise également trois courts-métrages et figure parmi les interprètes du film Femmes femmes, de Paul Vecchiali (1974).
Il a présidé le festival Côté court de Pantin de 2004 à 2005.
Jean-Claude Guiguet est mort à Aubenas en septembre 2005 des suites d'un cancer.
Un recueil de quelques-uns de ses six cents articles a été publié sous le titre Lueur secrète, carnets de notes d'un cinéaste.

## Filmographie

### Réalisateur
- 1978 : Les Belles Manières
- 1981 : La Visiteuse (segment de Archipel des amours) (court métrage)
- 1985 : Faubourg Saint-Martin
- 1991 : Le Mirage[6]
- 1996 : Une nuit ordinaire (segment de L'amour est à réinventer) (court métrage)
- 1999 : Les Passagers
- 2003 : Métamorphose (court métrage)
- 2005 : Portraits traits privés (moyen métrage)

### Acteur
- 1972 : L'Étrangleur de Paul Vecchiali
- 1975 : Femmes femmes de Paul Vecchiali
- 1977 : La Machine de Paul Vecchiali
- 1977 : Le Théâtre des matières de Jean-Claude Biette + décors et costumes
- 1982 : En haut des marches de Paul Vecchiali
- 2003 : Métamorphose de Jean-Claude Guiguet (court métrage), voix off seulement

## Publication
- Lueur secrète. Carnets de notes d'un cinéaste, dialogue avec Philippe Roger, Lyon, Aléas, 1992